# ヨーロッパツーリングカー選手権
ヨーロッパツーリングカー選手権（Europe Touring Car Championship）は、欧州各国をラウンドして行われた、ツーリングカーレースのシリーズ名称。1963年から1988年まで行われたセミ耐久レースを「ETC」、2000年から2004年まで行われたスプリントレースを「ETCC」と称するのが一般的である。

## 概要
1963年にヨーロッパツーリングカップとしてスタートし、翌年からヨーロッパツーリングカー選手権となった。参加できる車両は量産市販車ベースの車両が中心で、シリーズには「ツーリスト・トロフィー」（シルバーストン）、「スパ・フランコルシャン24時間」などの伝統あるイベントも含まれた。一時期停滞したが、1982年に国際自動車連盟（FIA）のグループA規定を導入してから隆盛を迎え、BMW・635CSi、ジャガー・XJ-S、ローバー・ヴィテス、ボルボ・240ターボ、トヨタ・カローラGTクーペなどが活躍した。1986年には「FIAツーリングカー選手権」（TCC）と改称し、翌1987年からは、フォーミュラ1、スポーツプロトタイプ、ラリーに次ぐ4番目の世界選手権、世界ツーリングカー選手権（WTC）に発展した。しかしWTCはわずか1年で崩壊し、翌1988年には元の欧州選手権（ETC）に戻ることとなる。そしてそのETCも1988年一杯で終焉を迎える。
ETC崩壊後、欧州のツーリングカーレースは各国独自に行われるようになり、レース形式もセミ耐久からスプリント主流となる。グループAに代わるFIAクラス2規定（スーパーツーリング／グループST、2.0 L NA 4ドア車両）はイギリスを中心に一時かなりの隆盛を迎えるが、その後衰退。
2000年にイタリアとドイツの国内選手権が統合し、新たにスーパーツーリングとスーパープロダクションによる「ヨーロッパスーパーツーリングカーカップ」をスタートさせる。12年ぶりの欧州選手権の復活だが、かつてのセミ耐久レースと区別するためETCCと称される。2001年にこれは「ヨーロッパスーパーツーリングカー選手権」へと改名される。
このETCCが2002年にスーパー2000規定に切り替えて「ヨーロッパツーリングカー選手権」に改名し、2005年にこれをベースに発展させ、19年ぶりに世界ツーリングカー選手権（WTCC）が復活することとなる。
その後欧州のシリーズも格下げされつつも「ヨーロッパツーリングカーカップ」として、2017年までスーパー2000とスーパー1600を用いるカテゴリとして存続した。現在はTCRヨーロッパに引き継がれている。

## 歴代チャンピオン
ETCC
| 年     | ドライバーズ                                         | マニュファクチャラーズ | 選手権名称                               |
| ------ | ---------------------------------------------------- | ---------------------- | ---------------------------------------- |
| 2000年 | ファブリツィオ・ジョヴァナルディ（チームノルダウト） | （無し）               | European Super Touring Cup               |
| 2001年 | ファブリツィオ・ジョヴァナルディ（チームノルダウト） | （無し）               | FIA European Super Tourring Championship |
| 2002年 | ファブリツィオ・ジョヴァナルディ（N・テクノロジー）  | アルファロメオ         | FIA Europe Touring Car Championship      |
| 2003年 | ガブリエル・タルキーニ（N・テクノロジー）            | BMW                    | FIA Europe Touring Car Championship      |
| 2004年 | アンディ・プリオール（BMWチーム・UK）                | BMW                    | FIA Europe Touring Car Championship      |